# Slaughter of the Soul
Slaughter of the Soul è il quarto album in studio del gruppo musicale svedese At the Gates, pubblicato il 14 novembre 1995 dalla Earache Records e dalla Self Records.
Si tratta dell'ultimo disco prima del temporaneo scioglimento. L'album è considerato da alcune fonti come uno dei primi e migliori esempi del genere.

## Tracce
1. Blinded by Fear – 3:12
2. Slaughter of the Soul – 3:03
3. Cold – 3:27
4. Under a Serpent Sun – 3:59
5. Into the Dead Sky – 2:12
6. Suicide Nation – 3:36
7. World of Lies – 3:35
8. Unto Others – 3:11
9. Nausea – 2:23
10. Need – 2:36
11. The Flames of the End – 2:56

### Bonus tracks ristampa 2002
1. Legion (Slaughterlord cover) – 3:54
2. The Dying (Unreleased track) – 3:18
3. Captor of Sin (Slayer cover) – 3:19
4. Unto Others (Demo '95) – 3:05
5. Suicide Nation (Demo '95) – 3:21
6. Bister Verklighet (No Security cover) – 1:55

## Formazione
- Tomas Lindberg - voce
- Anders Björler - chitarra
- Martin Larsson - chitarra
- Jonas Björler - basso
- Adrian Erlandsson - batteria